# Zakaria I (ormiański patriarcha Konstantynopola)
Zakaria I (ur. ?, zm. ?) – w latach 1636–1639 19. ormiański Patriarcha Konstantynopola.